# Pero atridisca
Pero atridisca là một loài bướm đêm trong họ Geometridae.